# Maketu Waterfall
Der Maketu Waterfall ist ein Wasserfall in der Region Auckland auf der Nordinsel Neuseelands. Im Gebiet der Ortschaft Ramarama südlich von Auckland liegt er im Lauf des Maketu Stream. Seine Fallhöhe beträgt rund 8 Meter.
Die Ausfahrt des New Zealand State Highway 1 nach Ramarama führt über die Ararimu Road zur Pratts Road, die hinter einem Friedhof auf einen Besucherparkplatz leitet. Von hier aus führt ein unbeschildeter Wanderweg durch ein Waldstück in wenigen Minuten zum Wasserfall.